# 19419 Пінкхам
19419 Пінкхам (19419 Pinkham) — астероїд головного поясу, відкритий 20 березня 1998 року.
Тіссеранів параметр щодо Юпітера — 3,569.